# Deliktbearbeitung
Als Deliktbearbeitung bezeichnet man ein verhaltenstherapeutisches Verfahren in der Psychotherapie, bei dem es darum geht, dass der Täter Abwehrmechanismen wie Verleugnung oder Bagatellisierung aufgibt zugunsten einer Empathie für die Opfer. Dazu gehört auch die intrapsychische Versöhnung, bei der man seine eigene Persönlichkeit im Zusammenhang mit der Straftat akzeptiert. Die Deliktbearbeitung soll auch der Rückfallprophylaxe dienen.